# Epipocus caribanus
Epipocus caribanus es una especie de coleóptero de la familia Endomychidae.

## Distribución geográfica
Habita en Honduras.